# Mühlheim-Dietesheim
Dietesheim ist heute ein Stadtteil der hessischen Stadt Mühlheim am Main. Der Ort liegt südlich des Mains zwischen Mühlheim und Hanau-Steinheim, im Süden liegt der Stadtteil Mühlheim-Lämmerspiel.

## Geschichte

### Spätpaläolithischer Fundplatz in Dietesheim
Aufgrund von Lesefunden, insbesondere Steingeräten, im Bereich eines sich immer weiter ausdehnenden Basaltsteinbruchs veranlasste im Herbst 1976 Gerhard Bosinski eine archäologische Sondierung. Dabei wurden in einer nur 1 m² großen und 60 cm tiefen Verfüllung rund 320 Artefakte gefunden. Auf Grund dieses Ergebnisses wurden 1977, 1978 und 1980 Ausgrabungen im Auftrag des Landesamtes für Denkmalpflege Hessen auf eine größere Fläche ausgedehnt.

### Mittelalter
Der Name Dietesheim geht vermutlich auf den Personennamen Thiudin oder Theotini zurück. Die Endung -heim lässt auf eine Gründung bereits aus fränkischer Zeit schließen. Weitere historische Namen aus der Überlieferung sind Ditinesheim (1013) und Diedeßheim (1532).
König Heinrich II. tauschte 1013 seinen Besitz in Dietesheim mit dem Kloster Lorsch.
Dietesheim gehörte bis 1819 auch zur Dietesheimmark, einer Markgenossenschaft. Seine Einwohner hatten ab 1372 Burgrecht in der freien Reichsstadt Frankfurt am Main mit allen daraus resultierenden Rechten und Pflichten: In Kriegszeiten durfte in der befestigten Stadt Zuflucht gesucht werden, als Gegenleistung mussten sie zehn Ruten Stadtgraben instand halten.
Dietesheim lag im Amt Steinheim, das zunächst den Herren von Eppstein gehörte und ab 1371 als Pfand je zur Hälfte den Grafen von Katzenelnbogen und den Herren von Hanau. 1393 gelangte das Pfand insgesamt an die Herren von Cronberg.

### Neuzeit
1425 verkaufte es Gottfried von Eppstein das Amt an das Kurfürstentum Mainz. In den Jahren 1631–1634, während des Dreißigjährigen Kriegs, beschlagnahmte König Gustav II. Adolf das Amt als Kriegsbeute und stattete damit die mit ihm verbündeten Grafen Heinrich Ludwig von Hanau-Münzenberg und Jakob Johann von Hanau-Münzenberg aus. Da beide Grafen schon bald starben und der Westfälische Friede auf das Normaljahr 1624 abstellte, kam Dietesheim wieder an Kurmainz. Das der allgemeinen Agrardepression zum Opfer gefallene kleine Dorf Meielsheim wurde zur Wüstung. Seine Bewohner siedelten überwiegend in die umliegenden Orte wie Mühlheim, Dietesheim, Lämmerspiel oder Bürgel um.
Nach der Säkularisation des Kurfürstentums Mainz fiel Dietesheim 1803 an die Landgrafschaft Hessen-Darmstadt, die nach dem Beitritt zum napoleonischen Rheinbund ab 1806 Großherzogtum Hessen wurde. Hier gehörte es ab 1821 zum Landratsbezirk Seligenstadt. Bereits zum 5. September 1832 wurde in einer weiteren Verwaltungsreform der Kreis Offenbach gebildet, dem der ehemalige Landratsbezirk Seligenstadt mit Dietesheim zugeschlagen wurde. Gerichtlich gehörte Dietesheim zunächst zum Landgericht Steinheim, das 1835 nach Seligenstadt verlegt und in Landgericht Seligenstadt umbezeichnet wurde. Anlässlich der umfassenden Neueinteilung der Gerichtsbezirke im rechtsrheinischen Teil des Großherzogtums 1853 wurde Dietesheim dem Landgericht Offenbach zugeteilt. Das Landgericht wurde 1879 durch das Amtsgericht Offenbach ersetzt.
Am 1. April 1939 wurde Dietesheim nach Mühlheim eingemeindet.

## Bevölkerung

### Einwohnerentwicklung
| Jahr | Einwohnerzahlen ab 1638 |
| ---- | ----------------------- |
| 1576 | 34 (Haushalte)          |
| 1638 | 46                      |
| 1809 | 460                     |
| 1846 | 719                     |
| 1871 | 916                     |
| 1885 | 1.311                   |
| 1905 | 2.102                   |
| 1925 | 2.803                   |

### Religionen

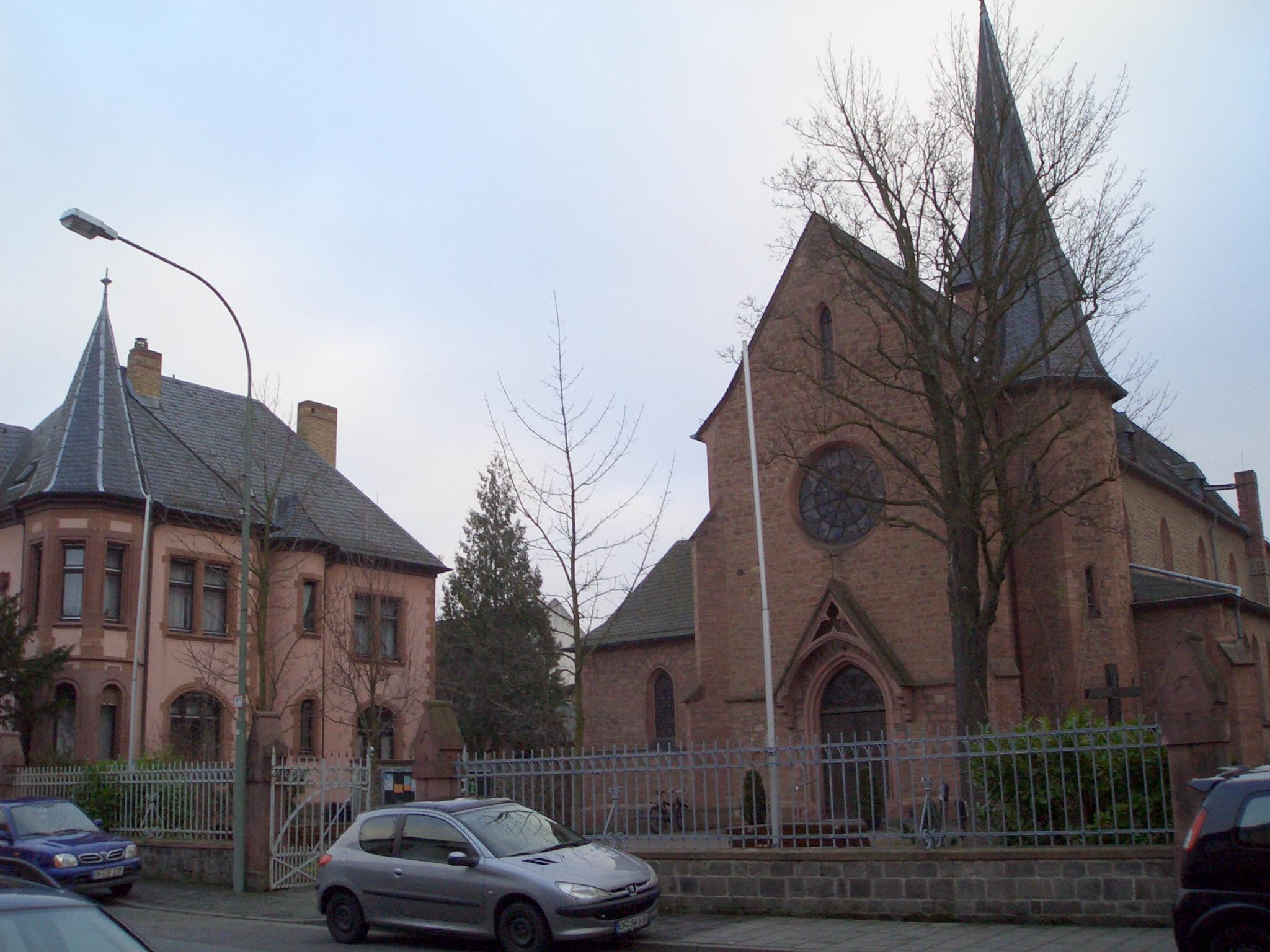
Katholische Kirche von 1891 mit Pfarrhaus

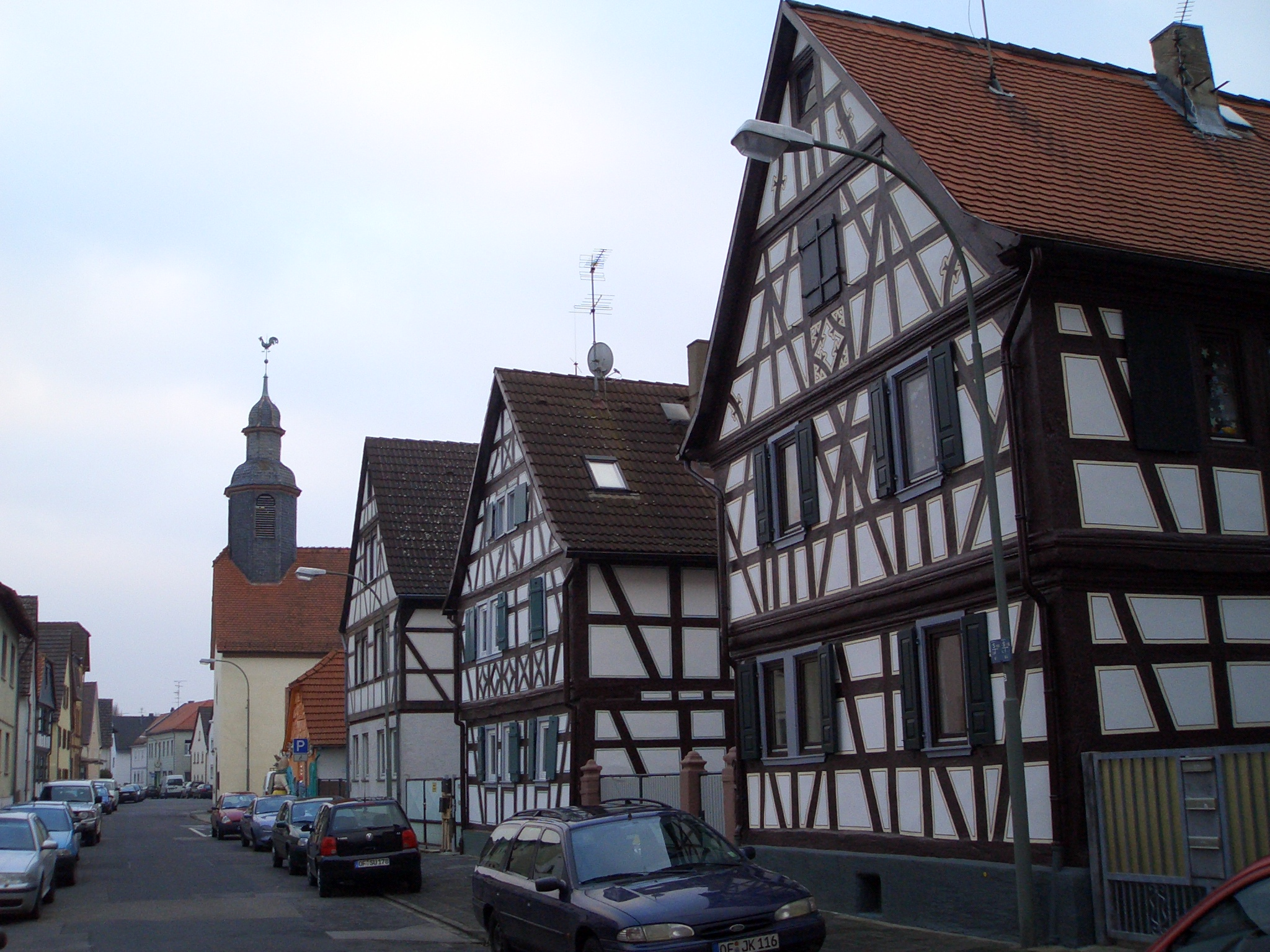
Evangelische Kirche von 1751 mit Ortskern

Da der Ort lange Zeit in kurmainzischem Besitz war, wurde hier nicht die Reformation eingeführt. Es gibt eine katholische Pfarrei St. Sebastian. Die katholische Pfarrgemeinde gehört zum Pastoralraum Mühlheim-Obertshausen der Region Mainlinie im Bistum Mainz.
Die jetzige evangelische Kirche der Evangelischen Friedensgemeinde Mühlheim am Main mit Dietesheim, die sich im alten Ortskern von Dietesheim befindet, war ursprünglich die Kirche der Katholiken im Ort und diente zwischenzeitlich u. a. als Spritzenhaus.
Das Kirchweihfest, die Dietesheimer Kerb ist ein über die Ortsgrenzen hinaus beliebtes Fest, das im August jeden Jahres gefeiert wird.

## Kultur und Sehenswürdigkeiten

### Sport
Neben dem Angebot von Vereinen für Ballsportarten (Spvgg Dietesheim: Fußball, Tennis, Kegeln, Basketball, Handball als Spielgemeinschaft mit Mühlheim) Turnen (Spvgg Dietesheim), Reiten (Reit- und Fahrverein Maintal), Kunstradfahren (RC Adler), Schwimmen, Gymnastik (Spvgg Dietesheim), Leichtathletik (TG Dietesheim), Badminton (TG Dietesheim), Tennis (TC Dietesheim) und vielem mehr, bietet die Schützengemeinschaft Mühlheim – Dietesheim die Möglichkeit, den Schießsport nach den Regeln des Deutschen Schützenbundes sowie in Abteilungen nach den Regeln des Bundes Deutscher Sportschützen, des Bundes Deutscher Militär- und Polizeischützen und der Deutschen Schießsport Union auszuüben.

### Erholung und Freizeit
Zur Erholung und Freizeitgestaltung bieten sich die Auenlandschaft am Main und ein entlang des südlichen Mainufers führender, gut ausgebauter Radwanderweg von Frankfurt bis Aschaffenburg an.

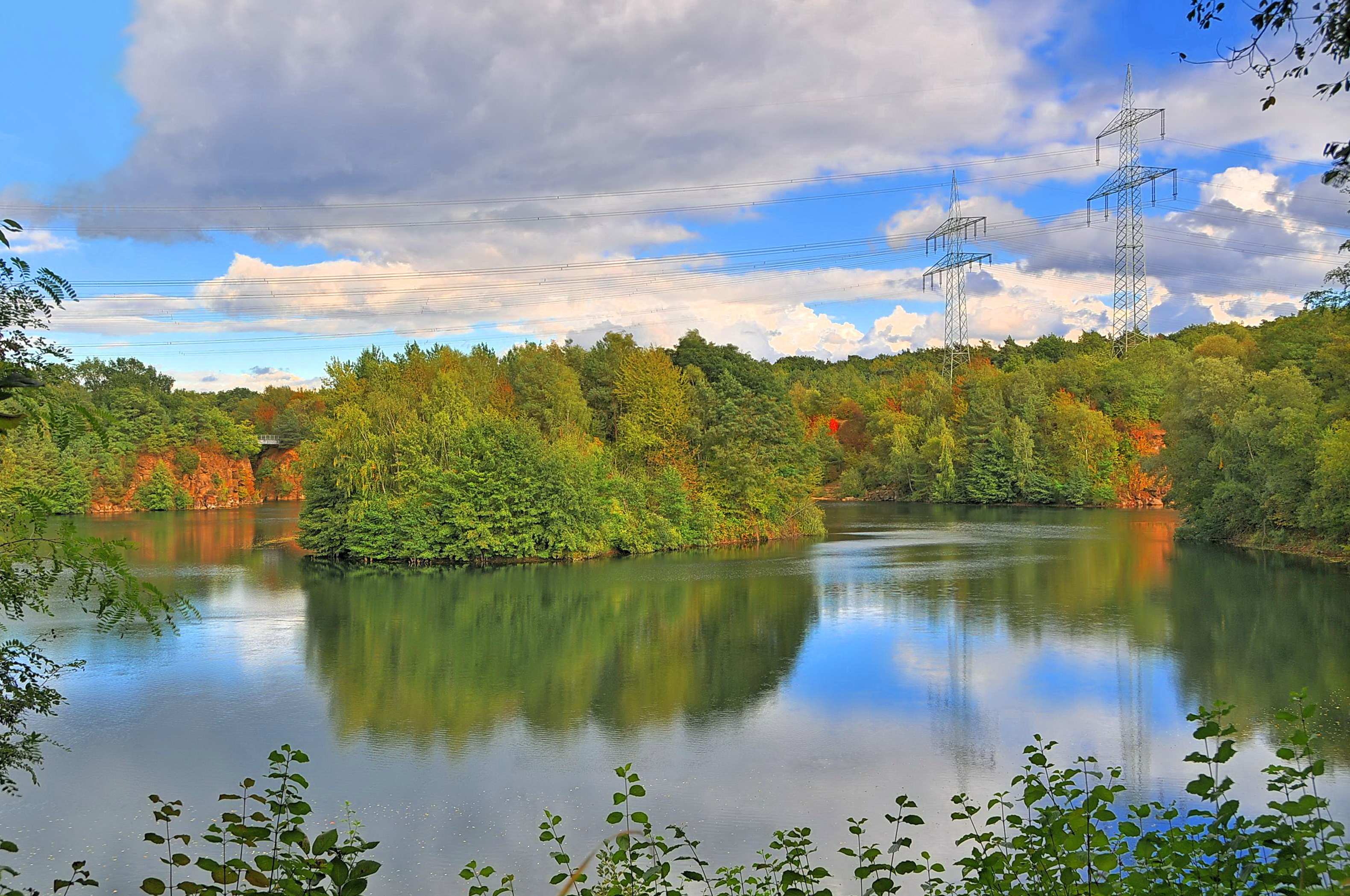
Oberwaldsee

Ein bekanntes und beliebtes Ausflugsziel in Dietesheim sind die ehemaligen Steinbrüche, die heute ein Naherholungsgebiet bilden, das unter Naturschutz steht. Bis zum Jahr 1982 wurde hier auf 150 Hektar Fläche Basalt abgebaut. Neben den Steinbrüchen bestanden hier ein Betonstein- und Schotterwerk, eine Asphaltmischanlage und seit Anfang der 1960er Jahre eine Unterkunft für die damals so genannten Gastarbeiter. Betrieben wurde dies durch die Mitteldeutsche Hartstein-Industrie (kurz: MHI) und Vogelsberger Basalt. Die MHI verpflichtete sich, das Gelände kostenlos an die Stadt Mühlheim abzugeben. In verschiedenen Steinbrüchen sind bizarre Felsformationen zu sehen.
Das sich nach Einstellung des Basaltabbaus dann hochdrückende Grundwasser, das früher abgepumpt wurde, bildete eine beeindruckende Seenlandschaft von insgesamt mehr als 61 Hektar mit zum Teil tiefblau schimmerndem Wasser.
Insgesamt befinden sich heute elf Seen auf dem Gelände der ehemaligen Steinbrüche. Neben den größten Seen, dem Vogelsberger See und dem Oberwaldsee, die miteinander verbunden sind, gibt es noch weitere kleinere Seen: Frankfurter See,  Ristersee, Bellerbornsee, Schüsslersee, Betzensee und Grüner See, an dem sich eine Gaststätte befindet. Zur Rekultivierung des Gebietes wurden am Vogelsberger See und am Oberwaldsee rund 120.000 Bäume, meist Eichen und Buchen, sowie annähernd 7.000 Sträucher aller Art gepflanzt, die sich seit Einstellung des Basaltabbaus zu einer interessanten Wald- und Seenlandschaft mit einer vielfältigen Pflanzen- und Tierwelt entwickelten. Selten gewordene Pflanzen und Tiere haben hier einen neuen Lebensraum gefunden. Seit dem Frühjahr 2008 sind die Steinbrüche auch zur neuen Heimat einer Population von etwa 2.000 Mauereidechsen geworden, die im benachbarten Hanau einem Baugebiet weichen musste, und in einer aufwendigen Aktion in die Steinbrüche übersiedelt wurde.
Ausgeschilderte Wege führen die Besucher durch das Erholungsgebiet. Verschiedene Aussichtsplattformen, Stege und Unterstände sowie eine Brücke sind Teil der Wanderwege. Rund um die Steinbrüche existieren auch weitführende Reiterwege.
Zelten, Lagern, Schwimmen und Bootfahren ist grundsätzlich verboten. Zuwiderhandlungen werden durch den meist anwesenden Ordnungsdienst geahndet. Ein Grillplatz für private Feste steht zur Verfügung.
Am Rande der Steinbrüche finden sich mehrere Vereinshäuser, auf deren Gelände diverse Vereinsfeiern und -feste, meistens in den warmen Monaten, abgehalten werden. Zwischen dem Grünen See und der Bahnlinie befindet sich der Hansteinweiher, der durch den Abbau von Kies entstanden ist. Der Weiher ist Pachtgelände eines Angelsportvereins.

### Dietesheimer Wahrzeichen

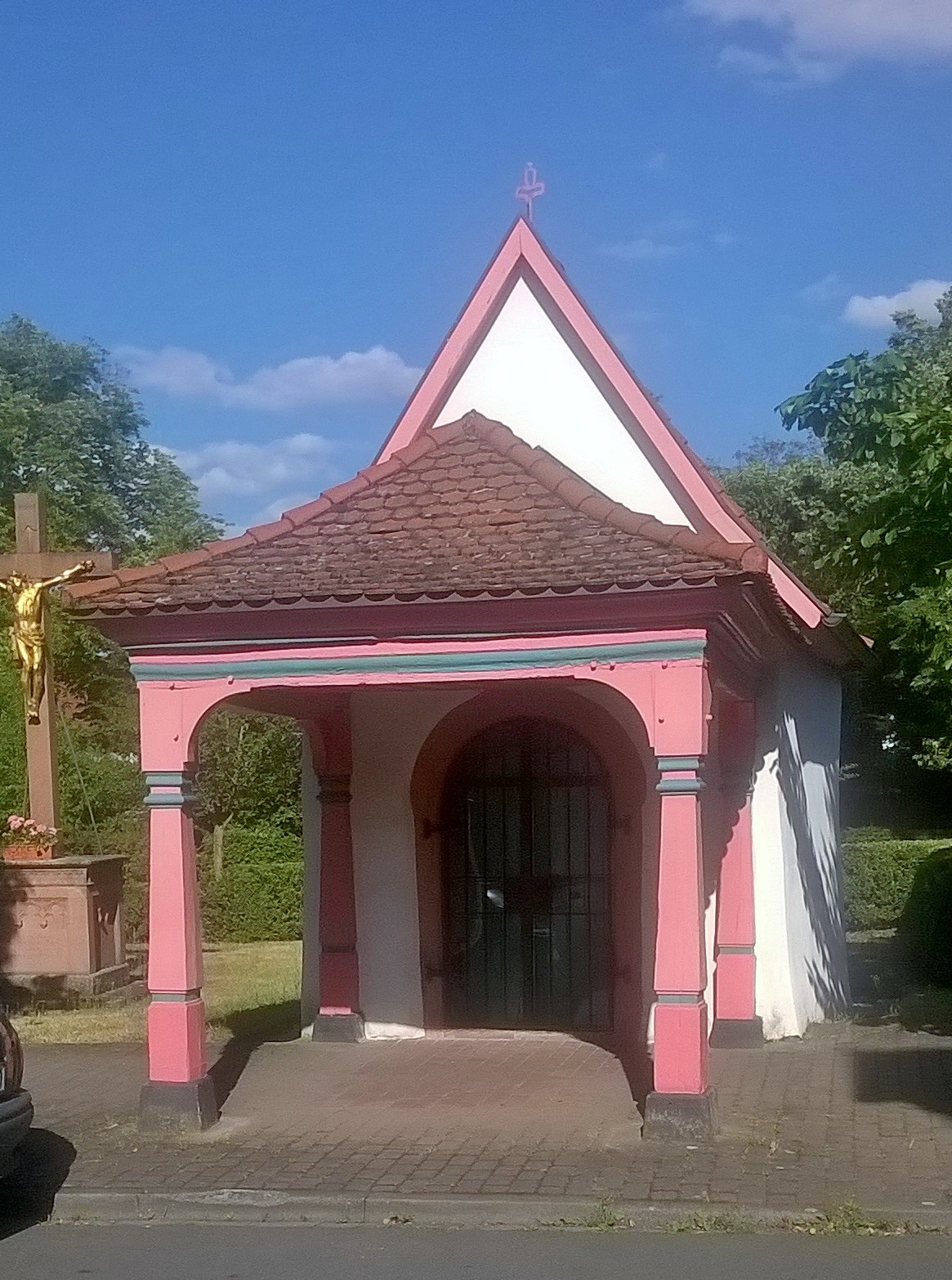
Wendelinuskapelle

Die Wendelinuskapelle in Dietesheim wurde 1450 erstmals urkundlich erwähnt. Der Bau aus Basaltstein mit einem Vorbau aus Holz wurde immer wieder restauriert und zuletzt 1987 neu geweiht.
Im Inneren befindet sich eine Statue des Heiligen Wendelinus. Der ursprünglich dort stehende Anna-selbdritt-Altar befindet sich heute in der Dietesheimer Pfarrkirche St. Sebastian.

## Wirtschaft und Infrastruktur

### Traditionelle Wirtschaftszweige

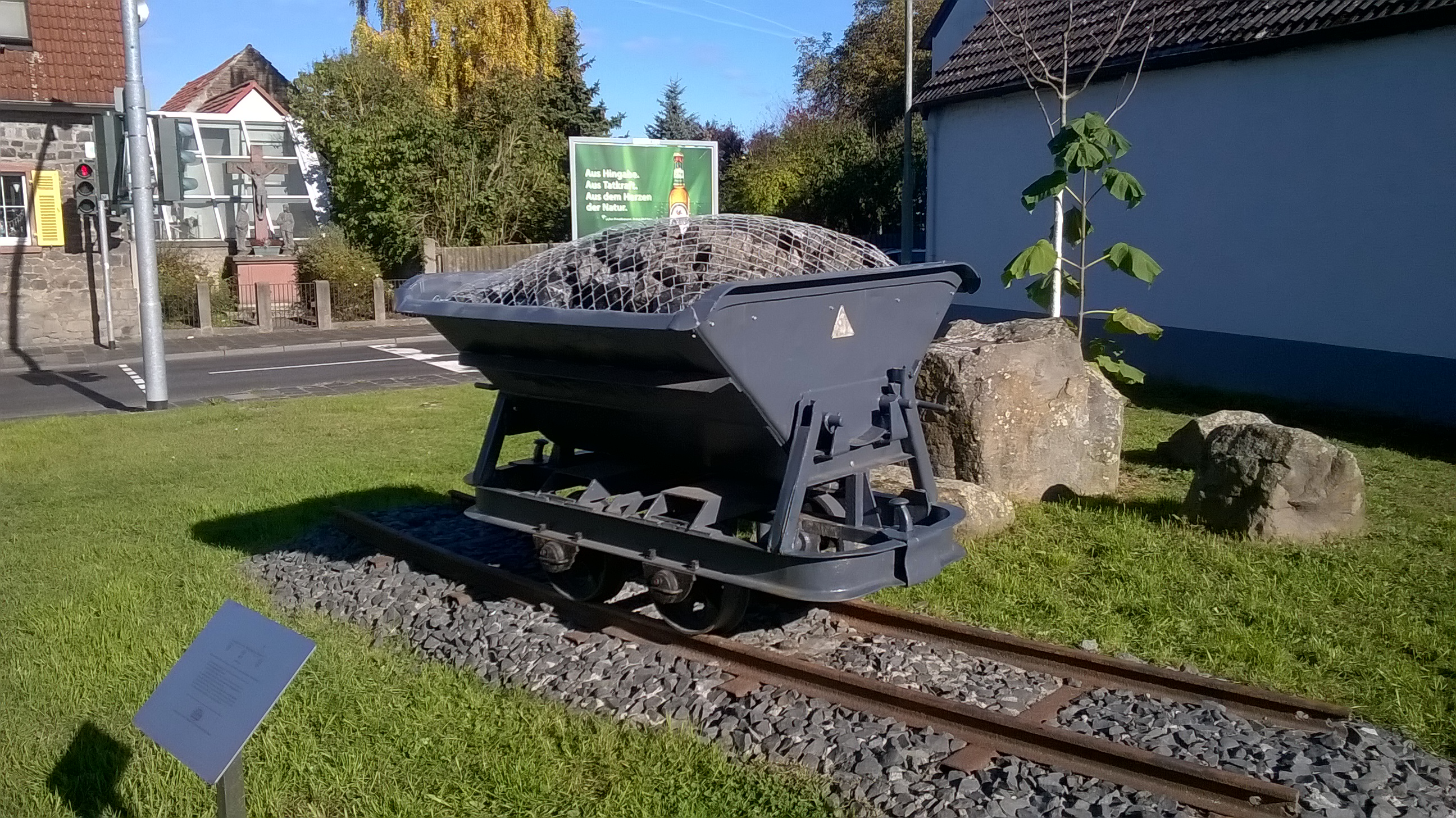
Historische Kipp-Lore in Dietesheim

- Basaltabbau und die Weiterverarbeitung von Basalt
- Kiesabbau
- Lederhandwerk
- Zigarrenherstellung
- Main-Fischerei

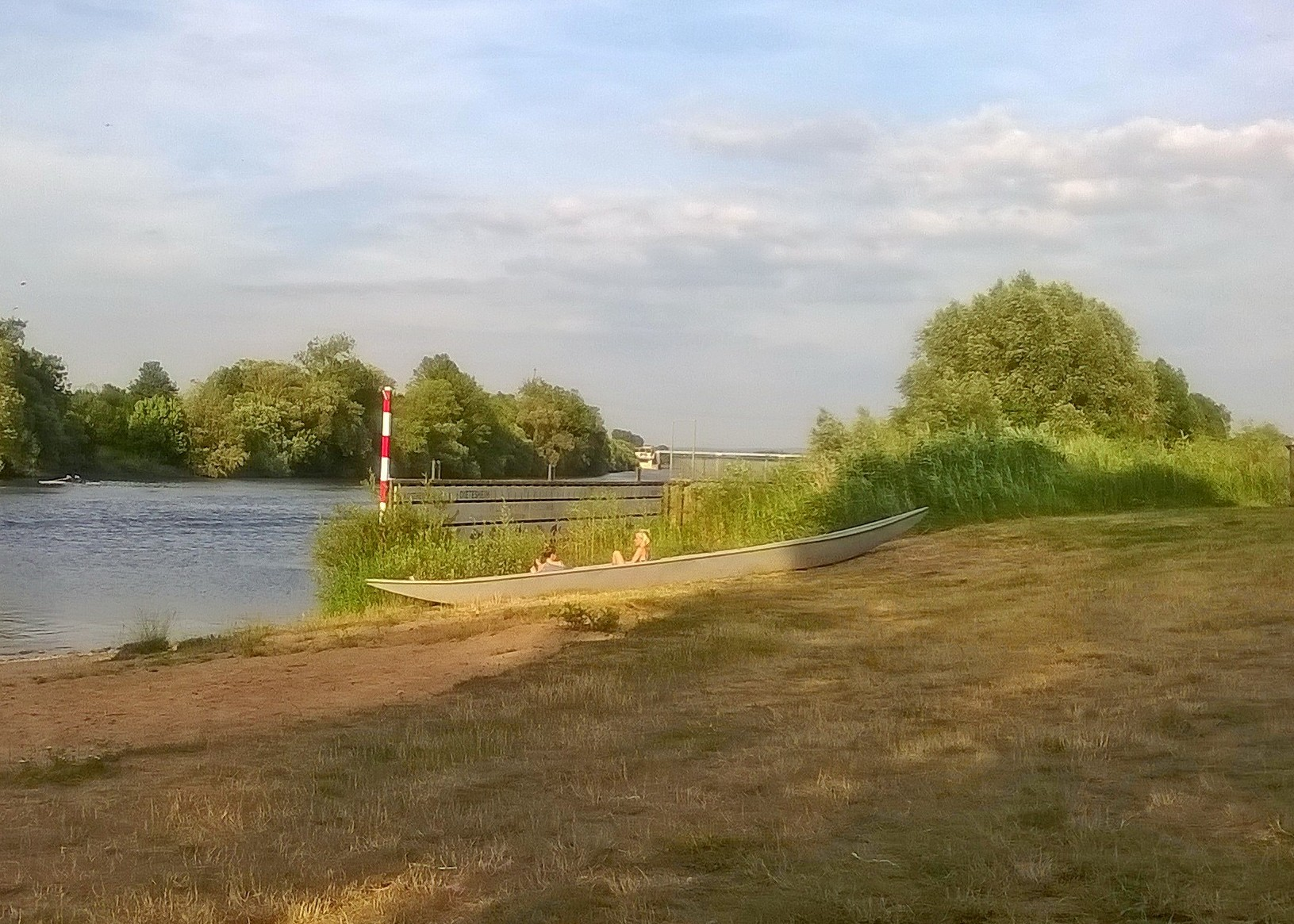
Fischer-Nachen am Main in Dietesheim

Bis zur Industrialisierung war Dietesheim, wie viele Dörfer am Main, geprägt durch die Main-Fischerei. Nach dem Ankauf mehrerer Besitzungen am Untermain durch das Kurfürstentum Mainz wurde im Jahre 1425 die „Schiffer- und Fischerzunft“ gegründet, aus der später eine eigene Fischerzunft hervorging. Fast alle alteingesessenen Familien in Dietesheim waren mehr oder weniger mit der Fischerei verbunden. Begünstigt durch seine Lage in der Nähe der freien Reichsstadt Frankfurt am Main beschickten auch die Dietesheimer Fischer den dortigen Markt. Ursprünglich wurden die Fische mit dem Nachen transportiert, später – nach dem Bau der Eisenbahn – mit dieser. Allerdings musste man den Weg von Dietesheim bis zum Bahnhof nach Offenbach zu Fuß bewerkstelligen, was dann meist Sache der Frauen war. Viele der Fischerfrauen brachten die lebende Ware in die Haushalte der jüdischen Familien in Frankfurt, wo sie dann im Hause ausgenommen wurden. Im Laufe der wirtschaftlichen Weiterentwicklung verlagerten sich die wirtschaftlichen Schwerpunkte dann mehr und mehr auf andere Bereiche, wie zum Beispiel den Basaltabbau und anderes, wie oben beschrieben.

### Verkehr
In unmittelbarer Nähe befinden sich die Städte Frankfurt am Main, Offenbach am Main und Hanau.
Durch Mühlheim und Dietesheim führt die Bundesstraße 43. Sie ist überwiegend zweispurig in zwei verschiedenen Trassen als Einbahnstraße durch beide Ortsteile geführt.

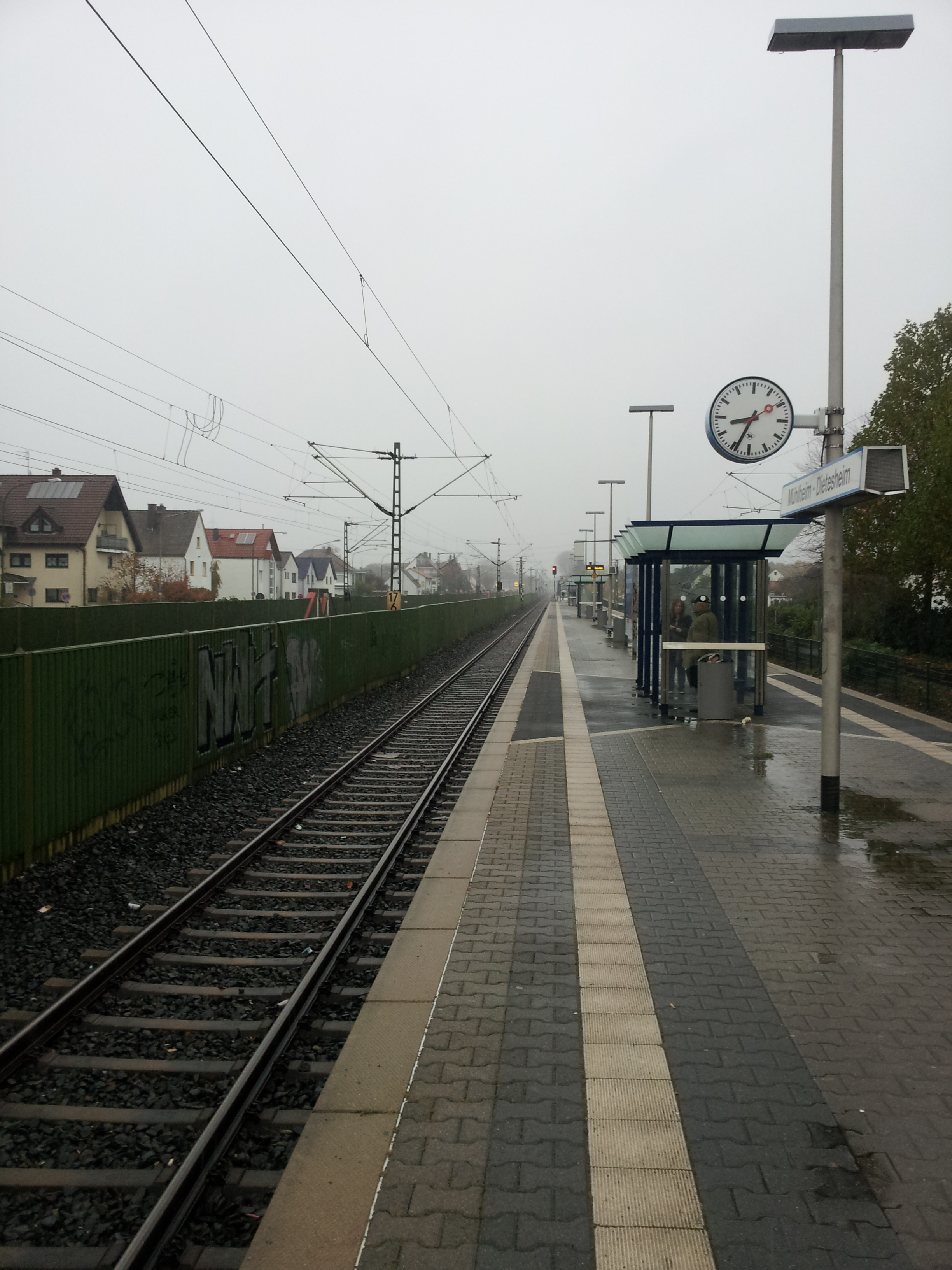
Bahnhof Mühlheim-Dietesheim, Blick Richtung Osten

Die Haltestelle Mühlheim-Dietesheim liegt an der Bahnstrecke Frankfurt Schlachthof–Hanau und wurde am 28. Mai 1995 in Betrieb genommen. Die Bahnstation verfügt über einen Mittelbahnsteig.
Östlich des Haltepunktes vereinen sich die beiden Gleise zu einem Gleis in Richtung Hanau-Steinheim. Westlich führt die S-Bahn-Strecke zweigleisig in Richtung Mühlheim Bahnhof, hinter dem Haltepunkt Mühlheim wird sie wieder eingleisig.
An den beiden Bahnsteigen halten vorwiegend S-Bahnen der Linie S9, welche von Hanau nach Wiesbaden, über Offenbach, Frankfurt und Mainz-Kastel verkehrt und über diverse Anschlussvarianten verfügt. Während der Hauptverkehrszeiten halten an den Bahnsteigen zudem S-Bahnen der Linie S8.
| Linie | Verlauf | Takt             |
| ----- | --- | ---------------- |
| S8    | Wiesbaden Hbf – Wiesbaden Ost – Mainz Nord – Mainz Hbf – Mainz Römisches Theater – Mainz-Gustavsburg – Mainz-Bischofsheim – Rüsselsheim Opelwerk – Rüsselsheim – Raunheim – Kelsterbach – Frankfurt am Main Flughafen Regionalbahnhof – Frankfurt (Main) Gateway Gardens – Frankfurt am Main Stadion – Frankfurt-Niederrad – Frankfurt (Main) Hbf tief – Frankfurt (Main) Taunusanlage – Frankfurt (Main) Hauptwache – Frankfurt (Main) Konstablerwache – Frankfurt (Main) Ostendstraße – Frankfurt (Main) Mühlberg – Offenbach-Kaiserlei – Offenbach Ledermuseum – Offenbach Marktplatz – Offenbach (Main) Ost – Mühlheim (Main) – Mühlheim (Main) Dietesheim – Steinheim (Main) – Hanau Hbf | 30 min (nur HVZ) |
| S9    | Wiesbaden Hbf – Wiesbaden Ost – Mainz-Kastel – Mainz-Bischofsheim – Rüsselsheim Opelwerk – Rüsselsheim – Raunheim – Kelsterbach – Frankfurt am Main Flughafen Regionalbahnhof – Frankfurt (Main) Gateway Gardens – Frankfurt am Main Stadion – Frankfurt-Niederrad – Frankfurt (Main) Hbf tief – Frankfurt (Main) Taunusanlage – Frankfurt (Main) Hauptwache – Frankfurt (Main) Konstablerwache – Frankfurt (Main) Ostendstraße – Frankfurt (Main) Mühlberg – Offenbach-Kaiserlei – Offenbach Ledermuseum – Offenbach Marktplatz – Offenbach (Main) Ost – Mühlheim (Main) – Mühlheim (Main) Dietesheim – Steinheim (Main) – Hanau Hbf                                                         | 30 min           |

### Bildung

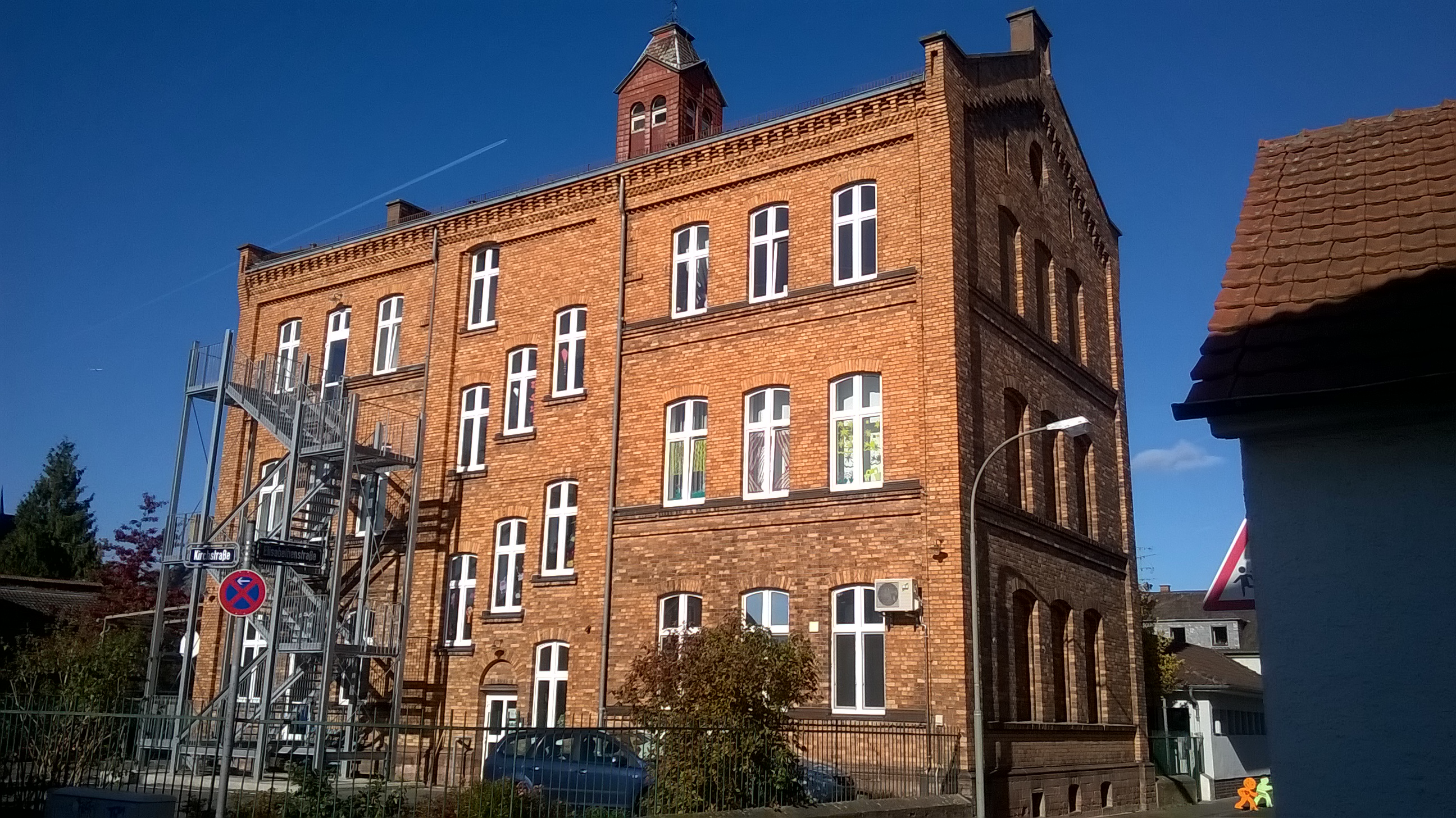
Kindertagesstätte Basalto

In Dietesheim gibt es eine Grundschule, die Geschwister-Scholl-Schule. Bis zum Ende des Schuljahres 2007/2008 existierte die Johann-Hinrich-Wichern-Schule (Schule für Lernhilfe) als Sonderschule. Seit 2012 ist eine Kindertagesstätte in dem Gebäude.